# Empanda ornata
Empanda ornata là một loài nhện trong họ Salticidae.
Loài này thuộc chi Empanda. Empanda ornata được Elizabeth Maria Gifford Peckham & George William Peckham miêu tả năm 1885.